# Počúvadlo
 Počúvadlo  (in tedesco: Pockhaus; in ungherese: Bacsófalva) è un comune della Slovacchia facente parte del distretto di Banská Štiavnica, nella regione di Banská Bystrica.

## Storia
Il villaggio, nel quale sono stati ritrovati resti risalenti all'Età del Bronzo, è citato per la prima volta nel 1333 (con il nome di Pocholla) come possedimento della città di Levice. Nel XVII secolo passò alla Camera Mineraria di Banská Bystrica.
Il villaggio conserva una chiesa in stile barocco del 1771.